# 9e division de montagne Nord (Allemagne)
Ne doit pas être confondu avec 9e division de montagne Est (Allemagne).
Pour les articles homonymes, voir 9e division.
La  9e division de montagne Nord (en allemand : 9. Gebirgs-Division (Nord)) est une des divisions d'infanterie de montagne de l'armée allemande (Wehrmacht) durant la Seconde Guerre mondiale.

## Création et différentes dénominations
La 9. Gebirgs-Division (Nord) est formée en Norvège le 6 mai 1945 à partir du Divisionsgruppe Kräutler (aussi connu comme  Division z.b.V. 140).

## Organisation

### Commandants
| Date                    | Grade        | Commandant       |
| ----------------------- | ------------ | ---------------- |
| 6 mai 1945 - 8 mai 1945 | Generalmajor | Mathias Kräutler |

### Officier d'opérations (Ia)
| Date                    | Grade          | Commandant   |
| ----------------------- | -------------- | ------------ |
| 6 mai 1945 - 8 mai 1945 | Oberstleutnant | Ernst Pickel |

## Ordre de bataille
- Gebirgsjäger-Regiment 139 “Generaloberst Dietl”
- Gebirgsjäger-Regiment 856
- Divisions-Kampfschule 140
- Gebirgs-Artillerie-Regiment 931
- Gebirgs-Pionier-Bataillon 140
- Gebirgs-Nachrichten-Abteilung 140
- Kommandeur der Divisions-Nachschubtruppen 140
- Kraftfahr-Kompanie 140
- Gebirgs-Fahr-Kolonne 140
- Gebirgs-Nachschub-Kompanie 140
- Werkstatt-Kompanie (mot) 140
- Bäckerei-Kompanie 140
- Schlächterei-Kompanie 140
- Verwaltungs-Kompanie 140
- Gebirgs-Sanitäts-Kompanie 140
- Krankenkraftwagen-Kompanie 140
- Gebirgs-Veterinär-Kompanie 140
- Feldpostamt 140

## Théâtres d'opérations
- Norvège: Mai 1945